# Jonage
Jonage település Franciaországban, Métropole de Lyon különleges státuszú nagyvárosban (métropole: nagyjából „megyei jogú város”). Lakosainak száma 6109 fő (2022. január 1.). Jonage Niévroz, Thil, Jons, Pusignan és Meyzieu községekkel határos.

## Népesség
A település népességének változása:
| Lakosok száma | 5843 | 5849 | 5927 | 5903 | 5989 | 6076 | 6083 | 6160 | 6109 |
|               | 2013 | 2015 | 2016 | 2017 | 2018 | 2019 | 2020 | 2021 | 2022 |